# UniFrac
UniFrac es una métrica de distancia utilizada para comparar comunidades biológicas. Se diferencia de las medidas de disimilitud como la disimilitud de Bray-Curtis en que incorpora información sobre la relación relativa de los miembros de la comunidad mediante la incorporación de distancias filogenéticas entre los organismos observados en el cálculo.
Tanto las variantes ponderadas (cuantitativas) como las no ponderadas (cualitativas) de UniFrac son ampliamente utilizadas en ecología microbiana, donde la primera representa la abundancia de organismos observados, mientras que la segunda solo considera su presencia o ausencia. El método fue ideado por Catherine Lozupone, cuando trabajaba con Rob Knight de la Universidad de Colorado en Boulder en 2005.

## Métodos de búsqueda
La distancia se calcula entre pares de muestras (cada muestra representa una comunidad de organismos). Todos los taxones encontrados en una o ambas muestras se colocan en un árbol filogenético. Una rama que conduce a taxones de ambas muestras se marca como "compartida" y las ramas que conducen a taxones que aparecen solo en una muestra se marcan como "no compartidas". La distancia entre las dos muestras se calcula entonces como:
{\displaystyle \left({\frac {suma~de~longitudes~de~ramas~no~compartidas}{suma~de~todas~las~longitudes~de~las~ramas}}\right){=}Fraccion~de~longitud~total~de~ramas~no~compartidas}
Esta definición satisface los requisitos de una métrica de distancia, siendo no negativa, cero solo cuando las entidades son idénticas, transitivas y conformes a la desigualdad triangular.

Tres ejemplos de la desigualdad triangular para triángulos con lados de longitud x, y, z. El ejemplo superior muestra un caso en el que z es mucho menor que la suma x + y de los otros dos lados, y el ejemplo inferior muestra un caso en el que el lado z es solo un poco menor que x + y.

Si hay varias muestras diferentes, se puede crear una matriz de distancia haciendo un árbol para cada par de muestras y calculando su medida UniFrac. Posteriormente, se pueden utilizar métodos estadísticos multivariados estándar, como la agrupación de datos y el análisis de coordenadas principales.
Uno puede determinar la importancia estadística de la distancia UniFrac entre dos muestras utilizando simulaciones de Monte Carlo. Al aleatorizar la clasificación de la muestra de cada taxón en el árbol (dejando la estructura de la rama sin cambios) y creando una distribución de valores de distancia UniFrac, se puede obtener una distribución de valores UniFrac. A partir de esto, se puede dar un valor p a la distancia real entre las muestras.
Además, existe una versión ponderada de la métrica UniFrac que da cuenta de la abundancia relativa de cada uno de los taxones dentro de las comunidades. Esto se usa comúnmente en estudios metagenómicos, donde el número de lecturas metagenómicas puede ser de decenas de miles, y es apropiado 'agrupar' estas lecturas en unidades taxonómicas operativas, u OTU, que luego pueden tratarse como taxones dentro del Marco UniFrac.
En 2012, se propuso una versión UniFrac generalizada, que unifica la distancia UniFrac ponderada y no ponderada en un solo marco. Los autores argumentaron que las distancias UniFrac ponderadas y no ponderadas ponen demasiado énfasis en linajes abundantes o raros, respectivamente, lo que lleva a "pérdida de poder cuando el cambio de composición importante ocurre en linajes moderadamente abundantes". La distancia UniFrac generalizada tiene como objetivo abordar esta limitación al restar importancia al énfasis en los linajes abundantes o raros.